# Samuel Phillips Lee

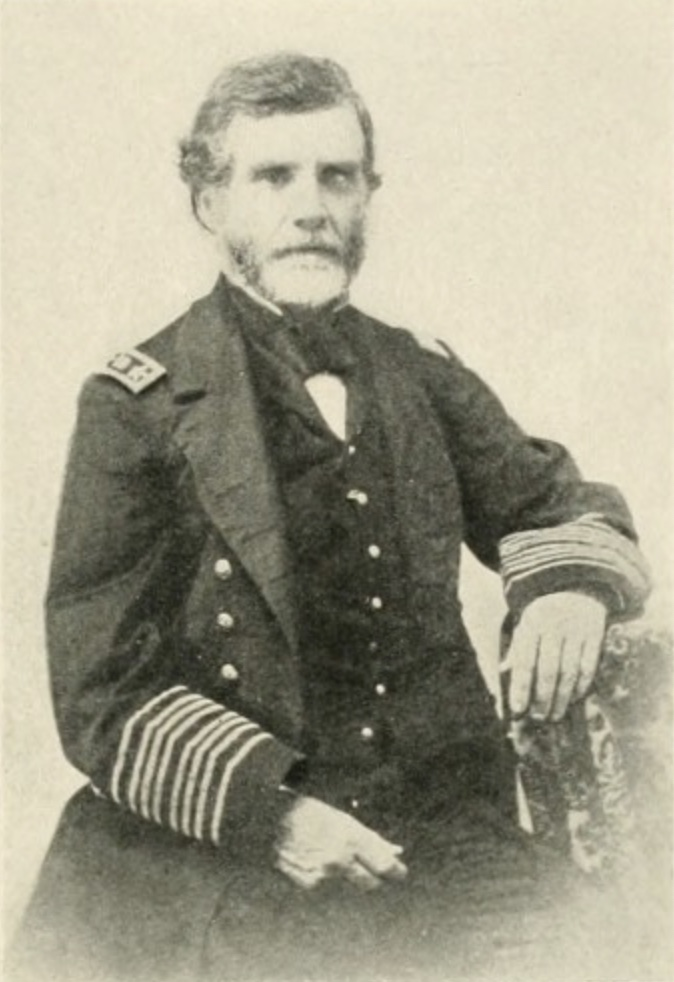
Samuel P. Lee

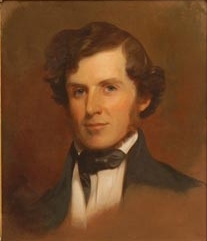
Samuel Phillips Lee, 1845, Porträt von Thomas Sully.

Samuel Phillips Lee (* 13. Februar 1812 in Sully, Fairfax County, Virginia; † 7. Juni 1897 in Silver Spring, Maryland) war ein Konteradmiral in der US Navy. Er kommandierte das Nordatlantik Blockadegeschwader vom 4. September 1862 bis zum 12. Oktober 1864. Sein Flaggschiff war die Philadelphia.

## Werdegang
Samuel Phillips Lee, Sohn von Francis Lightfoot Lee II. und Jane Fitzgerald, wurde am 13. Februar 1812 in Sully, Fairfax County, Virginia geboren. Er war der Enkel von Richard Henry Lee, Neffe von Francis Lightfoot Lee I., Schwager von Francis Preston Blair, Jr. und Montgomery Blair, sowie Cousin dritten Grades von Robert E. Lee. Er wurde im November 1825 zum Midshipman in der US Navy ernannt und leistete danach einen umfangreichen Dienst zur See, einschließlich der Kampfhandlungen während des Mexikanisch-Amerikanischen Kriegs, sowie der Erforschung, Vermessung und ozeanographischen Arbeit. Beim Ausbruch des Sezessionskriegs 1861 hielt er den Dienstgrad eines Commanders und war Kapitän der Schaluppe Vandalia im Malaiischen Archipel. Er segelte aus eigener Initiative nach Hause, um sich an der Blockade der Südküste zu beteiligen. Commander Lee befehligte die neue wasserdampfbetriebene Oneida während des New Orleans Feldzugs und der nachfolgenden Einsätze auf dem Mississippi River in der ersten Hälfte des Jahres 1862.
Im September 1862 wurde Lee der Befehl über das Nordatlantik Blockadegeschwader mit dem Dienstgrad eines amtierenden Konteradmirals gegeben. Sein Flaggschiff zu diesem Zeitpunkt war die Philadelphia. Er führte diese Truppen über zwei Jahre lang, während er für die Blockade der Küste von North Carolina zuständig war. Ferner war er für die Einsätze in den Binnengewässer von North Carolina und Virginia zuständig, die alle sehr aktiv umkämpft waren zwischen den Unions und den konföderierten Truppen. Konteradmiral Lee wurde im Oktober 1864 das Kommando über das Mississippi River Geschwader übertragen, was er dann bis zum Ende des Kriegs 1865 innehatte. Sein Flaggschiff während dieser Zeit war die Black Hawk.
Nach dem Krieg bekleidete er wieder seinen alten Dienstgrad als Kapitän und diente danach weitergehend in Washington, D.C. Er wurde dann 1870 erneut in den Dienstgrad des Konteradmirals befördert, zog sich dann aber im Februar 1873 vom aktiven Dienst zurück.

## Wohnsitz
1859 erbaute Lees Schwiegervater, Francis Preston Blair, ein Haus für Lee und seine Ehefrau (Francis Tochter Elizabeth Blair) unmittelbar zu seinen eigenen. Diese zwei Häuser, innerhalb des Blocks des Weißen Hauses in Washington, D.C., wurden später zu einem einzigen Haus verbunden und Eigentum der US-Regierung. Heute ist es als das Blair House bekannt und wird von dem Präsidenten als sein Gästehaus benutzt. Nach seinem Ruhestand zog er in das Familienanwesen in Silver Spring, Maryland, wo er dann am 7. Juni 1897 verstarb.

## Ehrungen
Zwei Schiffe der US Navy sind nach dem Konteradmiral Samuel Phillips Lee benannt worden:
- S. P. Lee (DD-310), welches im Oktober 1920 in Dienst gestellt wurde, aber schon im September 1923 auf Grund lief
- S. P. Lee (AG-192, ex-AGS-31), welches im Marinedienst zwischen 1968 und 1974 war.